# Konståret 1999

## Händelser

### Mars
- 14 mars – Syrianskortodoxa församlingens demonstration i Norrköping mot Ecce Homo-utställningen urartar i stenkastning och bombhot.[1]

### Maj
- 18 maj – August Strindbergs målning "Vita Märrn II" säljs för 5,1 miljoner SEK till Nationalmuseum.[1]

### November
- 5 november – Prins Eugen-medaljen tilldelas Tom Krestesen, konstnär, Gert Marcus, skulptör, och Helena Hernmarck, konsthantverkare.

### Okänt datum
- Steve McQueen tilldelades Turnerpriset.
- Sveriges första samlingsutställning av björktavlor visas på Jönköpings läns museum [2]
- Konstnärskollektivet Faile inleder sin verksamhet

## Verk
- Louise Bourgeois – Maman
- Tracey Emin – Min säng
- Anish Kapoor – Taratantara

## Utställningar
- Tutankhamuns kläder invigs i oktober på Textilmuseet i Borås.

## Avlidna
- 23 februari - Mona Morales-Schildt, 90, svensk formgivare och glaskonstnär.
- 25 juni – Borghild Rud (född 1910), norsk tecknare och illustratör.
- 27 juni – Olle Nyman, 89, svensk konstnär.
- Björn Selder (född 1940), svensk skulptör.
- 13 september – Miriam Davenport, 84, amerikansk målare och skulptör.
- 25 september – Björn Lindroth, 67, svensk regissör, manusförfattare, konstnär och sångtextförfattare.
- 24 december – Grete Stern, 95, tysk konstnär.

### Fotnoter
1. 1 2   När Var Hur 2000. Forum
2. ↑  Sverige 1900-talet – Från kungatavla till idolposter, NE, Bra Böcker, 2000